# پنگ یو
پنگ یو (انگلیسی: Peng Yue) یک ژنرال نظامی چینی بود که در اواخر سلسله چین و اوایل سلسله هان زندگی می‌کرد. او متحد برجسته لیو بانگ (امپراتور گائوزو)، امپراتور بنیانگذار سلسله هان، در طول نبرد چو-هان (۲۰۶–۲۰۲ پیش از میلاد)، مبارزه قدرت برای کنترل چین بین لیو بانگ و رقیبش شیانگ یو، بود. در این مدت، او به خاطر استفاده از تاکتیک‌های چریکی برای انجام حملات بزن در رو و تضعیف نیروهای شیانگ یو شناخته می‌شد. 
پس از تأسیس سلسله هان، لیو بانگ در ابتدا با تبدیل پنگ یوئه به عنوان پادشاه دست نشانده (پادشاه لیانگ) به خاطر کمک‌هایش به او پاداش داد. در سال ۱۹۶ پیش از میلاد، پس از شنیدن شایعاتی مبنی بر توطئه پنگ یوئه علیه خود، لیو بانگ، پنگ یوئه را دستگیر، به مقام یک فرد عادی تنزل مقام داد و به تبعید فرستاد. بعداً در همان سال، پنگ یوئه به خیانت متهم و به همراه خانواده‌اش اعدام شد.